# AEW Fight for the Fallen
AEW Fight for the Fallen is een professioneel worstelevenement dat georganiseerd wordt door de Amerikaanse worstelorganisatie All Elite Wrestling (AEW). Het evenement debuteerde in 2019 en wordt gezien als een liefdadigheidsevenement, daarvan de naam. Voor het evenement in 2019 werden de inkomsten van het evenement gedoneerd aan slachtoffers van wapengeweld. De inkomsten van het evenement in 2020 werden gedoneerd aan hulporganisaties voor COVID-19 tijdens de coronapandemie.

## Geschiedenis
Het inaugurele evenement vond plaats op 13 juli 2019 in Daily's Place. De inkomsten van dat evenement werd gedoneerd aan slachtoffers van wapengeweld. Het evenement werd live gestremd op B/R Live en op pay-per-view (PPV). In 2020 was Fight for the Fallen een speciale aflevering van Dynamite dat uitgezonden werd op 15 juli 2020. Bij dit evenement werd de inkomsten gedoneerd aan hulporganisaties die vechten tegen COVID-19.

## Evenementen
| Evenement                 | Datum        | Stad                      | Locatie            | Main Event                                                                       |
| ------------------------- | ------------ | ------------------------- | ------------------ | -------------------------------------------------------------------------------- |
| Fight for the Fallen 2019 | 13 juli 2019 | Jacksonville, Florida     | Daily's Place      | The Brotherhood (Cody & Dustin Rhodes) vs. The Young Bucks (Matt & Nick Jackson) |
| Fight for the Fallen 2020 | 15 juli 2020 | Jacksonville, Florida     | Daily's Place      | Jon Moxley (c) vs. Brian Cage voor het AEW World Championship                    |
| Fight for the Fallen 2021 | 28 juli 2021 | Charlotte, North Carolina | Bojangles Coliseum | N.T.B.                                                                           |